# Château de Frobourg
Le château de Frobourg est un château fort, aujourd'hui en ruines, situé sur le territoire de la commune de Trimbach, en Suisse et compte parmi les plus importantes ruines médiévales du massif du Jura.

## Histoire
Situé non loin de la route du Bas-Hauenstein, la colline est successivement occupée pendant le Néolithique, à l'âge du bronze puis lors de l'Antiquité romaine. La première mention de la forteresse date de 1237 sous le nom de Vroburch, mais les restes archéologiques permettent d'estimer sa construction entre le Xe et le début du XIVe siècle.  
Jusque vers 1250, le château est le siège de la famille de Frobourg et de leur cour. La présence d'artisans de cette époque a été également mise en avant par les fouilles. Par la suite, les différentes branches de la famille partirent dans différentes villes de la région. Le château est alors mis en bailliage puis vendu aux comtes de Nidau en 1307 avant d'être définitivement abandonné vers 1330.
Il est restauré et exploré entre 1973 et 1977, après que des fouilles successives ont été menées sur le site tout au long du XXe siècle.

## Plan du château
Le château est construit sur un plateau allongé et est entouré d'une enceinte maçonnée construite avant 1100. Composé originellement d'une simple salle et de bâtiments en bois d'une ou deux pièces, il est progressivement étendu par des tours et un rempart et complété par un ouvrage avancé triangulaire, situé au nord du château.

## Sources
- (de) Cet article est partiellement ou en totalité issu de l’article de Wikipédia en allemand intitulé « Frohburg (Burg) » (voir la liste des auteurs).